# Altenmünster
Altenmünster é um município da Alemanha, situado no distrito de Augsburg, no estado da Baviera. Tem 41,30 km² de área, e sua população em 2019 foi estimada em 4.211 habitantes.